# Szenuszert
A Szenuszert, görögösen Szeszósztrisz (z-n-wsr.t, „Uszert [istennő] embere”) ókori egyiptomi név, különösen a középbirodalom idején népszerű, amikor több fáraó neve. Híres viselői:

## Fáraók
- I. Szenuszert fáraó (XII. dinasztia)
- II. Szenuszert fáraó (XII. dinasztia)
- III. Szenuszert fáraó (XII. dinasztia)
- IV. Szenuszert fáraó (XIII, XVI. vagy XVII. dinasztia)
- Szeszósztrisz, Hérodotosznál szereplő fáraó, valószínűleg I., II., III. Szenuszerttel vagy többükkel is azonos

## Hercegek és nemesek
- Szenuszert, I. Amenemhat apja (XI. dinasztia)
- Szenuszert, nomoszkormányzó a XII. dinasztia elején
- Szenuszert, vezír I. Szenuszert és II. Amenemhat alatt (XII. dinasztia)
- Szenuszert-anh, Ptah főpapja (XII. dinasztia)
- Szenuszert-anh, vezír (XII.-XIII. dinasztia)
- Szenuszertszoneb herceg, II. Szenuszert fia (XII. dinasztia)